# Muhammad al-Nafs al-Zakiyya
Muḥammad ibn ʿAbd Allāh ibn al-Ḥasan ibn al-Ḥasan ibn ʿAlī ibn Abī Ṭālib (in arabo محمد بن عبد الله بن الحسن بن الحسن بن علي الملقَّب النفس الزكية‎?; Medina, 718 – Medina, 6 dicembre 762) è stato un politico arabo.
Chiamato anche Muḥammad al-Nafs al-Zakiyya (in arabo النفس الزكية‎?, "L'Anima Pura") fu un discendente del profeta Maometto, tanto per lato paterno (hasanide) quanto per lato materno (husaynide). Per questo il suo soprannome era al-Maḥḍ, ossia  "il Puro di sangue").
Di colorito scuro (tanto da essere irrispettosamente chiamato al-Muḥammam, "Muso di carbone"), tendente alla balbuzie e, dunque, scadente oratore, fu nondimeno proposto dal padre come capo di tutta l'Ahl al-Bayt, in una riunione segreta svoltasi ad al-Abwāʾ (luogo di sepoltura della madre del Profeta, Amina bint Wahb). Se sul nome di suo padre sarebbero certamente stati unanimi i consensi da parte di ogni componente alide, sia talibita (Hasanidi, Husaynidi), sia abbaside, al suo rifiuto di guidare tuttavia l'opposizione alide con la fondata motivazione di essere troppo in là con gli anni, sul nome del figlio le obiezioni furono forti e la riunione, di fatto, si esaurì con un nulla di fatto.
A tale candidatura non si mostrarono in particolare favorevoli gli Husaynidi, i rappresentanti della Qadariyya e, implicitamente, gli Abbasidi. I primi erano rappresentati dal giovane Jaʿfar al-Ṣādiq, che ebbe il suo soprannome di "Veridico" proprio per aver pronosticato il fallimento di qualsiasi azione condotta da Muḥammad al-Nafs al-Zakiyya, da lui giudicato poco capace e non in grado di suscitare le opportune simpatie tra i musulmani contrari al governo abbaside. Del pari si espressero con scarso entusiasmo i rappresentanti della precocissima corrente teologica (ma anche politica) della Qadariyya e infine gli Abbasidi (i tre fratelli Ibrāhīm b. Muḥammad, Abū l-ʿAbbās al-Saffāḥ e al-Manṣūr), che abbandonarono senza esprimersi la riunione segreta.

## L'insurrezione a Medina
Sospettato dall'Abbaside al-Manṣūr di essere il capofila dell'opposizione alide al suo califfato, fu gravemente provocato con una serie di imprigionamenti del suo vecchio padre e di vari altri suoi parenti, vari dei quali addirittura uccisi in maniera crudele: fatto questo che non poteva non suscitare reazioni in colui che era considerato un esponente di spicco dell'Ahl al-Bayt.

Muḥammad al-Nafs al-Zakiyya proclamò quindi a Medina l'insurrezione contro il potere abbaside, bollato come "usurpatore" dei pretesi diritti alidi al Califfato. A ciò era stato mosso dalla promessa di sostegno da parte di ampi strati della popolazione, tra cui Mālik b. Anas e Abū Ḥanīfa al-Nuʿmān ma, al momento decisivo, gran parte di chi gli aveva promesso aiuto fattivo si tirò indietro, lasciando con poche centinaia di seguaci Muḥammad, che fu facilmente sconfitto dalle truppe califfali, condotte dal nipote di al-Manṣūr, ʿĪsā b. Mūsā b. Muḥammad b. ʿAlī.

Muḥammad al-Nafs al-Zakiyya troverà la morte il 6 dicembre 762 (145 del calendario islamico).

## Motivi della sconfitta
Muḥammad al-Nafs al-Zakiyya era decisamente impreparato a condurre un'azione bellica e ciò, oltre ad alienargli il pur promesso sostegno di una parte dei Medinesi, fu aggravato dall'aver fatto romantico affidamento su fattori del tutto emotivi, come quello di far scavare - a imitazione di quanto ordinato dal Profeta in occasione della Battaglia del Fossato) - una trincea, che fu infatti agevolmente superata dai soldati abbasidi, svellendo le porte delle case dai loro cardini e disponendole sopra lo scavo al fine di oltrepassarlo senza particolari problemi. In occasione della battaglia volle anche resuscitare i gridi di battaglia usati dai musulmani a Ḥunayn, senza ovviamente alcun vantaggio supplementare per sé e la sua parte.
Secondo il ricorrente consolatorio topos islamico mahdista, vari suoi seguaci non credettero alla sua morte, convinti che egli si fosse rifugiato sul monte di ʿIlmiyyah (tra Mecca e il Najd) fino all'epoca in cui sarebbe riapparso in veste di Mahdi, anche in considerazione della diffusa credenza popolare che il Mahdi abbia lo stesso nome del Profeta dell'Islam: Muḥammad ibn ʿAbd Allāh.